# ليفون كيندال
ليفون كيندال (بالإنجليزية: Levon Kendall)‏ مواليد 4 يوليو 1984 في فانكوفر، هو لاعب كرة سلة كندي. بدأ مسيرته الاحترافية في سنة 2007. يلعب مع فريق سي بي إستوديانتس في الدوري الإسباني لكرة السلة كلاعب وسط. يبلغ طوله 6 قدم 10.25 بوصة (2.1 م).

## المسيرة الاحترافية
لعب مع نادي بانيونيس لكرة السلة من سنة 2007 إلى 2009، ثم لعب مع أوبرادويرو لكرة السلة في الدوري الإسباني من سنة 2010 إلى 2013، ثم لعب مع ألبا برلين في الدوري الألماني في موسم 2013–2014، ثم لعب مع سي بي غران كناريا في الدوري الإسباني في موسم 2014–2015، ثم لعب مع بروجوس دي جواياما في سنة 2016، ثم لعب مع سي بي إستوديانتس في الدوري الإسباني في سنة 2016.

## روابط خارجية
- ليفون كيندال على موقع الاتحاد الدولي لكرة السلة (الإنجليزية)
- ليفون كيندال على موقع الدوري الأوروبي لكرة السلة (الإنجليزية)
- ليفون كيندال على موقع الدوري الإسباني لكرة السلة (الإسبانية)
- ليفون كيندال على موقع كرة السلة الأوروبية.كوم (الإنجليزية)
- ليفون كيندال على موقع كلية كرة السلة في سبورتس رفرنس.كوم (الإنجليزية)
- ليفون كيندال على موقع ريلجم (الإنجليزية)
- ليفون كيندال على موقع بروبوليرز (الإنجليزية)
- ليفون كيندال على موقع سبورتس رفرنس (الإنجليزية)